# Daniela Forever
Daniela Forever ist ein romantisches Filmdrama von Nacho Vigalondo. Der Science-Fiction-Film mit Henry Golding und Beatrice Grannò in den Hauptrollen ist eine spanisch-belgische Koproduktion und feierte im September 2024 beim Toronto International Film Festival seine Premiere. Im Juli 2025 soll Daniela Forever in die US-Kinos kommen.

## Handlung
In Madrid in der Zukunft. Nach dem Tod seiner Freundin Daniela trauert ihr Partner Nicolás. Er erklärt sich bereit, an einer klinischen Studie teilzunehmen, die es ihm ermöglichen soll, seine Träume zu kontrollieren. Er hofft, so seine Trauer verarbeiten zu können und wird ermutigt, sein Leben in einer Traumlandschaft neu aufzubauen. Fortan kann er jede Nacht, während er schläft, die Beziehung mit Daniela weiterführen. Die Studie hilft ihm, doch beginnt Nicolás, sich immer mehr in seinen Träumen zu verlieren.

## Produktion

### Filmstab, Besetzung und Dreharbeiten
Regie führte Nacho Vigalondo, der auch das Drehbuch schrieb. Die Filmografie des Spaniers umfasst Filme wie seinen Debütfilm Timecrimes – Mord ist nur eine Frage der Zeit, die romantische Science-Fiction-Komödie Extraterrestrial und internationale Produktionen wie Colossal.
Henry Golding spielt Nicolás, der an der klinischen Studie teilnimmt. Die Italienerin Beatrice Grannò spielt in der Titelrolle Daniela, die Frau, um die er trauert.
Die Dreharbeiten fanden 2023 in Madrid statt. Kameramann Jon D. Domínguez war bereits für Vigalondos ersten Kurzfilm 7:35 de la mañana tätig. Er arbeitete bereits zuvor für einen Science-Fiction-Film, Der Schacht von Galder Gaztelu-Urrutia.

### Filmmusik und Veröffentlichung
Die Musik steuerte das katalanische Pop-Duo Hidrogenesse bestehend aus Carlos Ballesteros und Genís Segarra bei, die in der Vergangenheit für Fernsehserien wie La Mesías tätig waren.
Die Premiere von Daniela Forever fand am 6. September 2024 beim Toronto International Film Festival statt, wo der Film in der Platform Section als Eröffnungsfilm gezeigt wurde. Hiernach wird er beim Fantastic Fest vorgestellt. Anfang Oktober 2024 wurde der Film beim Sitges Film Festival vorgestellt. Am 11. Juli 2025 soll Daniela Forever in ausgewählte US-Kinos kommen.

## Rezeption

### Kritiken
Von den bei Rotten Tomatoes aufgeführten Kritiken sind 84 Prozent positiv.

### Auszeichnungen

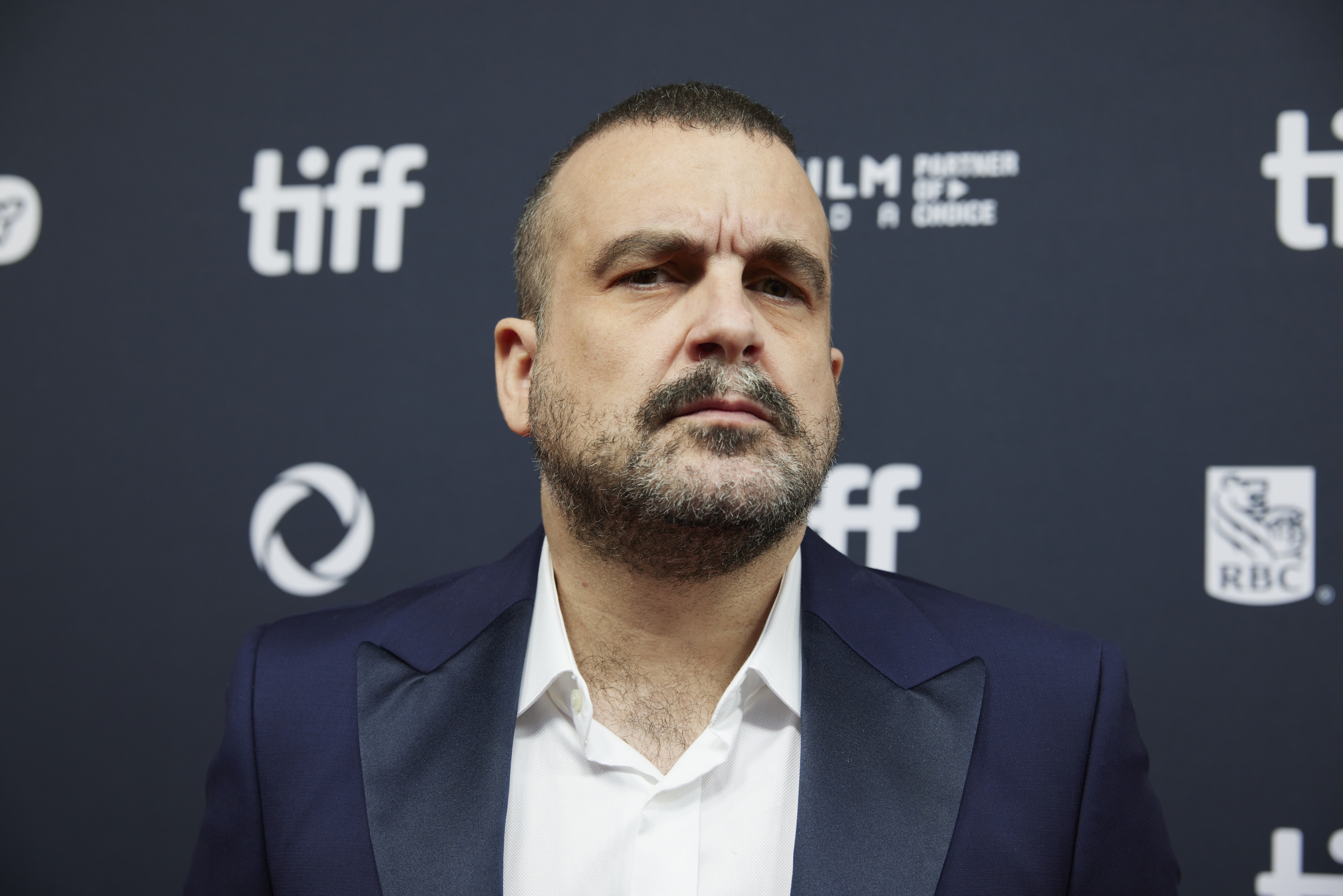
Regisseur Nacho Vigalondo bei der Premiere des Films beim Toronto Film Festival

Toronto International Film Festival 2024
- Nominierung für den Platform Prize (Nacho Vigalondo)